# Geovany Guevara
Geovany Guevara ist ein salvadorianischer Straßenradrennfahrer.
Geovany Guevara wurde 2006 salvadorianischer Meister im Einzelzeitfahren der Eliteklasse und im Straßenrennen der nationalen Meisterschaft belegte er den zweiten Platz hinter Carlos Enrique Avalos. Außerdem gewann er bei der Vuelta a Nicaragua mit seinen Teamkollegen das Mannschaftszeitfahren auf der zweiten Etappe in El Coyotepe. Sein Teamkollege Carlos Enrique Avalos wurde bei der Vuelta a Nicaragua Erster der Gesamtwertung.

## Erfolge
2006
- Salvadorianischer Meister – Einzelzeitfahren